# Kup Nogometnog saveza Zadarske županije
Kup Nogometnog saveza Zadarske županije je nogometno kup-natjecanje za klubove s područja Zadarske županije kojeg organizira Nogometni savez Zadarske županije. 

Natjecanje se uglavnom održava u proljetnom dijelu sezone. Pobjednik natjecanja stječe pravo nastupa u Hrvatskom nogometnom kupu. U natjecanju ne sudjeluju klubovi koji imaju izravan plasman u Hrvatski nogometni kup po ostvarenom koeficijentu.

## Pobjednici i finalisti
| godina | pobjednik                | finalist                 | napomene                           |
| ------ | ------------------------ | ------------------------ | ---------------------------------- |
| 1995.  | Raštane (Gornje Raštane) |                          |                                    |
| 1996.  | Hajduk Pridraga          | Polača                   | igrano u Zadru na stadionu Stanovi |
| 1997.  | Posedarje                |                          |                                    |
| 1998.  | Raštane (Gornje Raštane) |                          |                                    |
| 1999.  | Pakoštane                | Velebit Benkovac         |                                    |
| 2000.  | NOŠK Novigrad            | Hajduk Pridraga          | igrano u Zadru na stadionu Stanovi |
| 2001.  | Hajduk Pridraga          | Polača                   | igrano u Zadru na stadionu Stanovi |
| 2002.  | Pag                      | Raštane (Gornje Raštane) |                                    |
| 2003.  | Primorac Biograd na Moru |                          |                                    |
| 2004.  | Pag                      | Vir                      |                                    |
| 2005.  | Croatia Turanj           |                          |                                    |
| 2006.  | Dragovoljac Poličnik     | Hajduk Pridraga          |                                    |
| 2007.  | Primorac Biograd na Moru | Bibinje                  |                                    |
| 2008.  | Raštane (Gornje Raštane) | Primorac Biograd na Moru | igrano u Zadru na stadionu Stanovi |
| 2009.  | Velebit Benkovac         | Zadar                    |                                    |
| 2010.  | Velebit Benkovac         | Zadar                    | igrano u Zadru na stadionu Stanovi |
| 2011.  | Zadar                    | Raštane (Gornje Raštane) |                                    |
| 2012.  | Zadar                    | Zlatna Luka Sukošan      |                                    |
| 2013.  | Zadar                    | Polača                   |                                    |
| 2014.  | Primorac Biograd na Moru | Polača                   | igrano u Zadru na stadionu Stanovi |
| 2015.  | Primorac Biograd na Moru | Dalmatinac Crno          | igrano u Zadru na stadionu Stanovi |
| 2016.  | Primorac Biograd na Moru | NOŠK Novigrad            | igrano u Novigradu                 |
| 2017.  | Dragovoljac Poličnik     | Škabrnja                 | igrano u Zadru na stadionu Stanovi |
| 2018.  | Primorac Biograd na Moru | Dragovoljac Poličnik     | igrano u Zadru na stadionu Stanovi |
| 2019.  | Primorac Biograd na Moru | Velebit Benkovac         | igrano u Zadru na stadionu Stanovi |
| 2020.  | Primorac Biograd na Moru | Polača                   |                                    |
| 2021.  | Primorac Biograd na Moru | Hrvatski vitez Posedarje |                                    |
| 2022.  | Primorac Biograd na Moru | Dragovoljac Poličnik     |                                    |
| 2023.  | Primorac Biograd na Moru | Dragovoljac Poličnik     | igrano u Zadru na stadionu Stanovi |
| 2024.  | Hrvatski vitez Posedarje | Škabrnja '91             | igrano u Zadru na stadionu Stanovi |
| 2025.  | Zemunik (Zemunik Donji)  | Hrvatski vitez Posedarje | igrano u Zadru na stadionu Stanovi |

## Poveznice
- Hrvatski nogometni kup
- 1. ŽNL Zadarska
- 2. ŽNL Zadarska
- Nogometni savez Zadarske županije